# A Country Hero
A Country Hero és un curtmetratge mut de dos bobines escrit, dirigit i protagonitzat per Roscoe Arbuckle, juntament amb Buster Keaton. Va ser la primera pel·lícula que va filmar Arbuckle a la Costa Oest, després de deixar Nova York havent filmat "Coney Island". Es va estrenar el 15 de desembre de 1917 i es considera una pel·lícula perduda.

## Argument
Fatty és el ferrer d’un poble rural imaginari anomenat “Jazzville”. Ell i Cy Klone, el propietari del garatge, són rivals per l'afecte de la mestra d'escola. Un noi de la ciutat fa que els dos rivals s'aliïn quan aquest intenta aconseguir la noia. El noi s'enduu la noia a la ciutat i els dos el segueixen per tal de rescatar la noia del noi sense escrúpols.

## Repartiment
- Roscoe Arbuckle (el ferrer)
- Buster Keaton (l’artista de vodevil)
- Al St. John (noi de ciutat)
- Alice Lake (mestra d’escola)
- Joe Keaton (Cy Klone)
- Scott Pembroke (Stanley Pembroke)
- Natalie Talmadge (extra)